# 小行星1215
小行星1215（1215 Boyer）是一颗围绕太阳公转的小行星。1932年1月19日，阿爾弗雷德·施米特在阿尔及尔发现了此天体。
該小行星以法國天文學家路易·博耶命名。
这颗小行星的绝对星等为265.97543等。